# انیاکی لافونته
انیاکی لافونته (انگلیسی: Iñaki Lafuente؛ زادهٔ ۲۴ ژانویهٔ ۱۹۷۶) بازیکن فوتبال اهل اسپانیا است.
از باشگاه‌هایی که در آن بازی کرده‌است می‌توان به باشگاه فوتبال اسپانیول، باشگاه فوتبال نومانسیا، باشگاه فوتبال اتلتیک بیلبائو، باشگاه فوتبال الچه، باشگاه فوتبال اسپورتینگ خیخون، و باشگاه فوتبال اتلتیک بیلبائو بی اشاره کرد.
وی همچنین در تیم ملی فوتبال باسک بازی کرده‌است.